# Ernst Jünger
Ernst Jünger, född 29 mars 1895 i Heidelberg, död 17 februari 1998 i Riedlingen, var en tysk författare, filosof, officer och entomolog. Han var bror till författaren Friedrich Georg Jünger.

## Biografi
Ernst Jünger föddes 1895 i Heidelberg som förste son till kemisten Ernst Georg Jünger och hans blivande hustru Karoline (född Lampl). Uppväxtåren tillbringade han främst i Hannover och Rehburg. Under skoltiden utmärkte han sig ofta som en odisciplinerad och drömsk elev med stark frihetslängtan och äventyrslystnad. År 1911 gick han med i ungdomsrörelsen Wandervogel, som med friluftsliv och vandringar, romantiska och asketiska ideal vände sig mot stadskultur och industrialisering. År 1913 rymde han till Frankrike för att ta värvning i Främlingslegionen men hämtades efter några veckor hem av sin far. Han anmälde sig som frivillig vid första världskrigets utbrott 1914. Från den 1 januari 1915 till augusti 1918 deltog han som soldat och underofficer och från 1916 som officer i tyska arméns 73:e fysiljärregemente på västfronten och blev vid åtskilliga tillfällen dekorerad för tapperhet i fält och sårades flera gånger svårt. De högsta utmärkelser han mottog var Riddarkorset av Hohenzollernska husorden, Järnkorset av första klassen och Pour le Mérite. Han stannade efter kriget kvar som officer i det nya Riksvärnet fram till 1923. Sina erfarenheter från första världskriget bearbetade han i ”heroisk-realistisk” stil i ett flertal böcker, bland annat dagboken I stålstormen (In Stahlgewittern, 1920), essän Der Kampf als inneres Erlebnis (Striden som inre upplevelse, 1922) och romanen Sturm (1923).
Jünger studerade från hösten 1923 filosofi och naturvetenskap vid bland annat Leipzigs universitet. Utan examen avslutade han sina studier 1926 och var därefter helt verksam som författare. År 1927 flyttade Jünger tillsammans med sin hustru Gretha och sonen Ernst (”Ernstel”) till Berlin, där han knöt kontakter bland oppositionella författare, konstnärer och skribenter – bland dessa kan nämnas författarna Bertolt Brecht, Valeriu Marcu och Alfred Kubin, konstnärerna Rudolf Schlichter och Paul Weber, filosofen Hugo Fischer och rättsvetaren Carl Schmitt. Han var en skarp kritiker av Weimarrepubliken och de för Tyskland stränga villkoren i Versaillesfreden ur en radikalt nationalistisk och aktivistisk vinkel, ofta kallad ”den nya nationalismen”, i efterhand även den konservativa revolutionen, men avvisade även nazismen utifrån den individualistiska och esteticistiska position han hade intagit och avböjde flera inviter från Nazistpartiet (NSDAP) om en politisk karriär under Tredje riket. Jünger betonade dessutom i flera artiklar och essäer redan runt 1930 att nationalismen i hans tappning inte hade något med antisemitism att göra, vilket väckte bland annat Joseph Goebbels vrede. I ett flertal essäer, som Das abenteuerliche Herz (Det äventyrliga hjärtat, 1929), Die totale Mobilmachung (Den totala mobiliseringen, 1931), Der Arbeiter. Herrschaft und Gestalt (Arbetaren – herravälde och gestalt, 1932) och Om smärtan (Über den Schmerz, 1934) förkastade Jünger de värden som förknippades med den samtida västerländska civilisationens anda, i synnerhet parlamentarismen, framstegstanken och den borgerliga förnuftskulten. Inflytandet från Fjodor Dostojevskij, Friedrich Nietzsche och Oswald Spengler blev alltmer framträdande. Sociologen och Jüngerforskaren professor Carl-Göran Heidegren har kallat denna hållning, som sträckte sig från mitten av 1920-talet till början av 1930-talet, för ”preussisk anarkism” – en radikal motståndsattityd som gick på tvären mot i stort sett samtliga ideologier kring denna tid och som inte kunde inordnas i partipolitisk verksamhet.
Under 1930-talet skedde hos Jünger en successiv omvärdering av synen på tekniken, nihilismen och nationalismen, och han distanserade sig ytterligare från den politiska sfären. Kort efter nazisternas maktövertagande 1933 genomförde Gestapo en husrannsakan i Jüngers lägenhet i Berlin, och i november samma år flyttade han från huvudstaden och bosatte sig i Goslar i Harz. År 1938 utkom den nästan helt reviderade nya versionen av Das abenteuerliche Herz (Det äventyrliga hjärtat, på svenska 2022), med underrubriken Figurer och kapriser, som nu snarast kännetecknades av magisk realism. I den allegoriska romanen På marmorklipporna (Auf den Marmorklippen, 1939) varnade han för brutaliseringen av människan och maktens lockelse, både i sin nutid och på ett tidlöst plan. Boken undkom, till mångas förvåning, länge censuren.
Under andra världskriget var Jünger inkallad i Wehrmacht som kapten och tjänstgjorde som stabsofficer i Frankrike. Efter 20 juli-attentatet mot Hitler 1944 blev han avskedad då han hade haft kontakt med dess planläggare; hans skrift Der Friede (Freden) var avsedd att användas som ett utrikespolitiskt manifest i händelse av att kuppen skulle lyckas. Under kriget och den därpå följande ockupationen av Tyskland skrev Jünger det väldiga dagboksverket Strahlungen (Strålningar – ett urval av Stig Jonasson finns på svenska under titeln Dagböcker från Tyskland och Frankrike under krig och ockupation), som stereoskopiskt blandar de yttre krigshändelserna med litterära och filosofiska betraktelser. Här märks även ett ökat intresse för kristendomens historia och budskap.
Åren 1945–1949 hade Ernst Jünger publiceringsförbud sedan han vägrat fylla i den undersökning som var en del av segrarmakternas avnazifiering i Tyskland.[källa behövs] År 1951 flyttade han med sin familj till byn Wilflingen i sydvästra Tyskland, där han levde och verkade som författare under återstoden av sitt liv. I romanerna Heliopolis (1949), Glasbin (Gläserne Bienen, 1957) och Eumeswil (1977) placeras den enskilda människan i drömska framtidsvisioner, och blicken riktas ofta mot konflikten mellan det inre musiska livet och maktens, teknikens och tidsflödets anspråk. 
I essän Över linjen (1950) beskriver Jünger hur nihilismen, som präglat 1900-talet, och den metahistoriska gestalt som denna förknippas med – arbetaren – övervinns; i essän Skogsvandringen (Der Waldgang, 1951) visar han hur en ny gestalt, skogsvandraren, kräver en ny typ av frihet och ett perspektivskifte i förhållandet till makten. Under intryck av bland andra Max Stirner vidareutvecklar Jünger detta nya frihetsanspråk i idéromanen Eumeswil (1977), i vilken anarken kontrasteras mot anarkisten.
Jünger var vän med den schweiziske kemisten Albert Hofmann och deltog i de första icke-medicinska experimenten med LSD i slutet av 1950-talet. Rus och droger är återkommande teman i Jüngers essäer, romaner och dagböcker och behandlas ingående i kortromanen Besuch auf Godenholm (1952) och den stora essän Psykonauterna – rus och droger (Annäherungen : Drogen und Rausch, 1970). Utöver sitt författarskap samlade Jünger sedan barndomen skalbaggar och hade vid sin död en av Europas största samlingar. Flera arter är uppkallade efter honom.
Ernst Jünger dog 1998 vid en ålder av 102 år. Vid hans begravning deltog runt 2 000 besökare, bland andra Erwin Teufel, ministerpresident i Baden-Württemberg, en representant för regeringen i Bonn och fem generaler från den tyska försvarsmakten Bundeswehr.

## Familj
Ernst Jünger gifte sig 1925 med Gretha von Jeinsen (1906–1960). De fick två söner, Ernst ("Ernstel") (1926–1944) och Alexander (1934–1993). Sonen Ernst stupade vid Carrara i Italien 1944, dit han kommenderats som straff för att ha uttalat sig negativt om den nazistiska regimen i Tyskland. Den yngre sonen Alexander, sedermera läkare, begick självmord 1993. Efter Grethas död gifte sig Jünger 1962 med arkivarien Liselotte Lohrer (1917–2010).

## Utmärkelser
Förutom sina militära utmärkelser från de båda världskrigen tillerkändes Jünger 1959 hedersutmärkelsen Großes Bundesverdienstkreuz och fick sedan 1974 utmärkelsen Schiller-Gedächtnispreis och 1978 staden Verduns fredsmedalj. År 1982 tilldelades han Frankfurt am Mains Goethepris, ett av Tysklands främsta litterära priser. Ernst Jünger nominerades till Nobelpriset i litteratur sex gånger (1956, 1961, 1964, 1965, 1966 och 1967).

## Omdömen
Nobelpristagaren André Gide skrev 1942 om Jüngers bok I stålstormen (In Stahlgewittern): "[det] är otvivelaktigt den vackraste bok om kriget jag känner till, fullständigt trovärdig, verklig, ärlig." Historikern Peter Englund beskriver den som en "lysande krigsskildring".

## Övrigt
Ernst Jünger förekommer i Jonathan Littells historiska roman De välvilliga. I Volker Schlöndorffs film Dödslistan ("Das Meer am Morgen" ("Havet på morgonen")) från 2011, om avrättningen av gisslan under den tyska ockupationen av Frankrike, spelar Ulrich Matthes rollen som Ernst Jünger. Dark wave-bandet Deine Lakaien tillägnade med låten "The Old Man is Dead" (2010) Jünger en ironisk hyllning. Kort efter Ernst Jüngers bortgång 1998 gav tyska posten, Deutsche Post, ut ett frimärke med hans porträtt.